# House of Bamboo
House of Bamboo é um filme estadunidense de 1955, dos gêneros policial e drama, dirigido por Samuel Fuller. Trata-se de um remake de The Street with No Name (1948), do mesmo roteirista (Harry Kleiner) e fotógrafo (Joseph MacDonald), desta vez realizado em CinemaScope. As locações foram no Japão, em Tóquio e Yokohama.

## Sinopse
Em 1954, um trem de armamentos militares é assaltado por uma quadrilha de gângsteres estadunidenses que age no Japão. A morte de um sargento estadunidense na ação criminosa coloca a polícia do Exército no caso: então, um militar se disfarça de amigo de um bandido ferido pelos cúmplices, e consegue se infiltrar na quadrilha dos assaltantes com a ajuda de uma mulher japonesa.

## Elenco principal
- Robert Ryan.... Sandy Dawson
- Robert Stack.... Eddie Kenner
- Shirley Yamaguchi.... Mariko
- Cameron Mitchell.... Griff
- Brad Dexter..... capitão Hanson
- Sessue Hayakawa.... inspetor Kito
- Biff Elliot.... Webber
- Sandro Giglio
- Elko Hanabusa